# Симеон (епископ Тверской)
Епи́скоп Симео́н (ум. 3 февраля 1289) — православный святой, епископ Русской православной церкви, первый епископ Тверской, ранее — епископ Полоцкий.
Память 3 (16) февраля, а также в Соборах Белорусских и Тверских святых.

## Биография
Происходил, по свидетельству некоторых памятников, из рода князей Полоцких.
До 1271 года был епископом Полоцким.

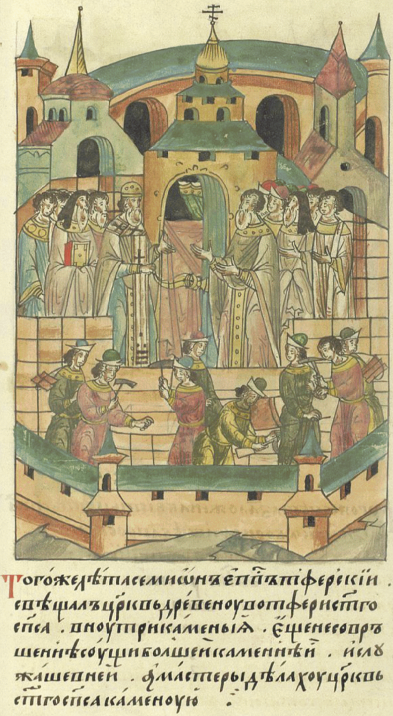
Епископ Тверской Симеон освящает церковь Св. Спаса

Неустройства и распри литовских князей, убийство в 1263 году князя Полоцкого — его племянника, принудили его переселиться в Тверь, принадлежавшую к той же епархии. Он был с радостью принят князем Ярославом Ярославичем, который наделил кафедру епископа Симеона многими имениями и угодьями. Когда князь Ярослав скончался, то Симеон с честью похоронил своего благодетеля.
Никоновская летопись говорит, что святитель этот «смыслен зело и силен в книгах Божественнаго Писания, учителен, добродетелен, нищия и сироты и вдовицы жаловаше, и обидимых заступляше, и насилуемых избавляше».
Он бестрепетно обличал сильных мира сего, когда в этом была надобность: «Утешайте печальных, избавляйте слабых от рук сильных. Вы тем даёте и помогаете, у кого и так много золота и серебра, а не тем, кто но имеет ни пенязя. Вы подобны дождевой туче, пускающей воду над морем, а не над землёю жаждущею. Богатые обижают слабых, и они к вам приходят, как к добрым защитникам; а вы отдаёте бедных в рабство, богатых же всячески поощряете и щедро наделяете.»
Епископ Симеон прилагал также много старания и усердия к построению храмов Божиих, особенно после двух случившихся в Твери пожаров; в частности, им был построен Спасский собор, в котором он и был погребён.
Известно «Наставление тверского епископа Симеона» Полоцкому князю Константину, помещённое в «Мериле праведном» XV века.
Полоцкий князь Константин, желая посмеяться над своим тиуном (судьёй), спросил за обедом у святителя: «Где будут тиуны на том свете?» Симеон ответил: «Тиун будет там же, где и князь». Князю это не понравилось, и он сказал: «Тиун судит неправедно, берёт взятки, мучит людей, а я что худое делаю?» Владыка объяснил ему: «Если князь добрый и Богобоязненный, жалеет людей, любит правду и поставит тиуна — человека доброго и Богобоязненного, умного и правдолюбивого, то князь будет в раю и тиун его будет с ним. Если же князь без страха Божия, не жалеет христиан, не думает о сиротах и вдовах и поставляет начальника злого, нерассудительного, а только бы доставлял ему деньги…, то и князь будет в аду, и тиун его с ним».
Скончался 3 февраля 1289 года.
3 февраля 2016 года решением Архиерейского собора Русской православной церкви канонизирован для общецерковного почитания.